# 名取市立那智が丘小学校
名取市立那智が丘小学校（なとりしりつ なちがおかしょうがっこう）は、宮城県名取市にある公立小学校である。

## 概要
- 1993年（平成5年）3月に完成した那智が丘の人口増加に伴い、名取市11番目の小学校として那智が丘小学校が開校した[1]。

## 学区
那智が丘

## 沿革
- 2001年（平成13年）
  - 4月1日 - 名取市内としては、11番目の小学校として開校[1]。
  - 4月6日 - 開校式挙行し、校章制定。
  - 11月2日 - 校歌制定し、この日（11月2日）を開校記念日と定めた。
- 2002年（平成14年）
  - 3月 - プール完成し、全ての学校施設が完成した。
  - 7月2日 - プール落成式挙行。
- 2004年（平成16年）4月 - 肢体不自由児学級新設。
- 2005年（平成17年）4月 - 知的障害児学級新設。
- 2006年（平成18年）5月 - 那智が丘子どもを守る会発足。
- 2011年（平成23年）11月 - 開校10周年記念式典挙行。
- 2013年（平成25年）2月 - 児童会の歌制定披露。
- 2014年（平成26年）12月 - 肢体不自由児学級新設。
- 2015年（平成27年）
  - 4月 - 知的障害学級新設。
  - 9月 - 太陽光発電設備設置。
- 2019年（令和元年）6月 - 教室エアコン設置。
- 2020年（令和2年）12月 - 職員・児童1人にiPad1台設置。
- 2021年（令和3年）4月 - 知的障害学級、自閉症・情緒障害学級新設。

## 学校教育目標
心身共に健康で，たくましくしなやかな子供の育成を図る。